# BA–30
A BA–30 egy szovjet féllánctalpas páncélgépkocsi volt, melyet 1937-ben fejlesztettek ki. Csak kis számban gyártották, fegyverzete egy 7,62 mm-es DT géppuska volt.

## Leírás
A BA–30 terveit 1937-ben fogadták el és egy kis sorozat készült belőle. Alapjául a NATI–3 gépkocsi szolgált, a vázat borító páncéllemezeket hegesztették, a páncéltestre a BA–20 7,62 mm-es DT géppuskával ellátott tornyát szerelték fel. A lánctalpak szalagjai teherautó kerekének gumiabroncsából készültek, időnként az elülső kerekek tengelyére síléceket is szereltek, így laza, mély hóban is tudott közlekedni. Bevetésére az 1939-1940-es téli háborúban került sor, ahol tüzérségi vontatóeszközként használták.